# Hrvatska (Buenos Aires)
Hrvatska je bio hrvatski emigrantski list.
Pokrenuli su ga 1. rujna 1947. Vinko Nikolić i Frane Nevistić koji su ga uređivali do 1950., a od onda ga uređuje Kamilo Krvarić.
Izlazio je kao polumjesečnik, od 1947. do 1986.
Nakon odlaska Vinka Nikolića i Frane Nevistića s uredničkih mjesta, list je postao glasilom HOP-a.

## Vanjske poveznice i izvori
- HIC  Arhivirana inačica izvorne stranice od 10. travnja 2008. (Wayback Machine) Hrvati u Argentini